# براندون بينغ
براندون بينغ (بالإنجليزية: Brandon Bing)‏ هو لاعب كرة قدم أمريكية أمريكي، ولد في 8 أغسطس 1989.

## وصلات خارجية
- براندون بينغ على موقع الاتحاد الدولي لألعاب القوى (الإنجليزية)
- براندون بينغ على موقع مرجع كرة القدم المحترفة.كوم (الإنجليزية)